# 白夜極光
『白夜極光』（びゃくやきょっこう、英:Alchemy Stars）は、中華人民共和国のTOURDOG STUDIOによって開発され、テンセントによって公開されたスマートフォン向けゲームアプリ。2021年6月17日サービス開始。基本プレイ無料（アイテム課金制）。また、2021年11月4日にはDMM GAMES版が配信された。
2025年1月24日をもってサービスを終了した。

## 世界観とあらすじ
本作の舞台となる世界・アストラには、古代の科学技術を模して作られた『巨像』が存在しており、天空ノ谷と呼ばれる地には、『巨像』と精神的にリンクできる、空の末裔という種族が住んでいた。
ある日、この世界の全生物の脅威たる『暗鬼』が天空ノ谷に侵入し、空の末裔は滅亡に瀕する。
暗鬼の侵略から生き延びた主人公は、事件から17年後、最後の巨像と共に、再びアストラを訪れる。
他種族間の混乱が残る中、主人公は暗鬼に立ち向かうべく、彼らに結束を促す。

## ゲームシステム
プレイヤーはまず編成画面で出撃キャラクターを５人選ぶ。戦闘画面には9x9のマス目で構成されたステージがあり、編成した彼らの属性に対応した色のマスをなぞって味方キャラを出撃させ、敵を排除することでステージを攻略する。
属性は現在(2021年11月)では4つあり、それぞれ「赤:火」「青:水」「緑:森」「黄:雷」に対応する。
キャラクターはそれぞれなぞったマスに応じて発動する「連鎖技」とキャラアイコンをタップすることで使用可能な「能動技」が設定されている。
レアリティ
星の数でレアリティを表し、3～6まであり、6が現在の最大レアリティを表す。ただし、レアリティの高さはキャラクターの強さを表すわけではなく、低レアリティでも固有の能力を持っているので、必ずしも上位互換が存在するというわけではない。
レベルを上げ、特定のレベル(30,40,50)に達すると星3までは2回まで、星4以上は3回まで覚醒（レベル上限の引き上げ）することができる。最大80まで上昇可能であるほか、覚醒するごとにステータスが上昇する。また、覚醒時に能動技や連鎖技、立ち絵などが変化することがある。
ジョブ
以下の4つで構成されるが、そのジョブだからといって能力がそれと同じとは限らず、能力としては複数のものを兼ねていたりする場合がある。
- チェンジャー
マスの属性を変化させることができたり、プレーヤーの位置を変更できる。
- ボマー
フィールドの広範囲に強力な攻撃ができる。
- スナイパー
遠近の敵に精確な一撃を与えることができる。
- サポーター
回復やバフ、デバフをすることができる。

光霊装備
最初の覚醒時に獲得する装備で、ステータス上昇と、それぞれ異なる追加能力を得られる。レベルがあり、10まで上昇可能。
連鎖技
マスをなぞることで発動が可能な技で、それぞれマス数(チェイン)によって範囲や威力が異なり、チェイン数が大きいほうが威力が高い。
能動技
キャラアイコンをタップすることで使用できる技。攻撃・移動・回復などキャラクターによって異なる。
突破
同じキャラクターを迎えることで得られる「心珀」を消費することで「突破」が行える。能動技を先制可能にすることができたり、ステータスが上昇するなどの効果がある。
光の絆
いわゆる好感度を上げるシステムで、ステータスが上昇する他、ボイスデータやファイル(キャラクター情報)が更新される。

## ゲームモード
探索（ストーリー）
2024年8月現在では17章までストーリーステージをプレイすることができる。戦闘をこなし、ストーリーを閲覧することで進行する。
資源ステージ
レベルアップやキャラクターを育てるための素材を集めるためのステージ。
サイドストーリー
ストーリーステージとは関係なく、外伝としてのステージ。
特徴としては、ほかのステージとは異なり必ずしもレベルが高いキャラクターを編成すればよいというわけではなく、各ステージのテーマに合わせた編成をする必要がある。
尖塔挑戦
各属性(色)ごとに塔があり、それにあわせた編成を行う。
ステージは塔の一階と数え、ステージごとにテーマがあり、それに合わせた戦闘を行う。勝利すると階を上り、素材などが獲得できる。2021年11月時点では100階まで存在する。非常に突破困難なステージ群であり、エンドコンテンツの一つ。
災典
ボスキャラクターを4つの編成で倒すことによってポイントを得ることができ、そのランキングによって異なる称号を得ることができる。
巨像
キャラクターたちが集まる基地のようなもので、プレーヤーの居住空間。ストーリーステージを進めることで得られる素材で拡張することができ、資源ステージでは素材を使って発展させることによってステージを進むためのエネルギーや各種素材を得られることができる。
旧き印
ストーリーステージのあるステージを攻略することで開放される機能で、5段階の条件をこなしていくことで４つの属性に対応した『エピック光霊』と呼ばれるキャラクターを一人ずつ獲得することができる。解放自体はステージを攻略することで可能であるが獲得までに膨大な時間を要する。エンドコンテンツの一つ。
召集
いわゆるガチャ。キャラクターを獲得する一般的な方法の一つで、突破するためには召集する必要がある。

### イベント
不定期に開催される期間限定のステージやストーリー。ステージが解放されるだけではなく、ミニゲームが同時開催されるほか、その期間に合わせて特別なキャラクターが複数人召集に選ばれ、獲得することができる。

## 作中用語
惑星アイオリア
今作の舞台となる惑星で、古代文明の戦争により軌道に変化があり、太陽に今も引き寄せられている。
また、片側がそれぞれ常昼と常夜の状態になっていて、それらの境目の部分では昼夜が訪れ生存可能になっている。
アストラ
今作の舞台。前述の生存可能地帯の超大陸の西にある亜大陸とその周辺を表す。アストラは、『レディーゼル砂漠』、『天空ノ谷』、『碧空島』、『世界の尾根』などを含む。
古代文明
アストラにあったとされる文明。すでに滅んでいるものの、彼らが遺したAIがN物質と呼ばれるものによって自我に目覚め、「カシワール」と名乗り、巨像や暗鬼などを生み出した。
N物質
古代文明人が隕石から発見し、研究によって光力エネルギー効果が発見され、生物に使用すると突然変異を引き起こし超能力を獲得できるようになる。この物質によって古代文明のAIは自我を獲得した。
巨像
自我をもつAI搭載の生体と機械構造を持つ乗り物。その一つのソラヴァンは龍の形をしているなど、何らかの形を模している。
空の末裔(空裔族)
プレーヤーの種族。
天空ノ谷に生みだされた種族で、N物質による古代文明人の突然変異であり、巨像と意思疎通することができる。また、感知能力と呼ばれる知覚が備わっており、今作ではその能力によってキャラクター(光霊)をサポートする。
天空ノ谷
空の末裔が住んでいた地域で、暗鬼たちに現在は滅ぼされている。イベント『便りを風に乗せて 』では祖国となるこの地を復興するためにプレーヤーが訪れ、郵便組織・クーリエ隊が運営する「止まり木」という施設を再建するようすが描かれた。
光霊
N物質と古代文明人が融合した種族で、光子エネルギーを操ることができる。世界の尾根と呼ばれる雪山地帯にて誕生した後、各地に散らばった。
暗鬼
カシワールがN物質によって生み出した生物兵器。知能は低いものの驚異的な回復力と適応力があり、一部は高い知能をもつものもある。今作の主要な敵キャラクターはこれに該当する。

### 組織
白夜城
アストラ平野の上空に浮かぶ碧空島に築かれた都市。かつてはカシワールが支配するN物質研究施設があったが、磁気嵐による壊滅的な被害を受けた後、新興種族である光霊族によって都市化した経緯を持つ。
結界に守られていることから安全な拠点として知られている一方、古代帝国を参考とした厳格な身分制度があり、執政官、元老院、神殿が平民を支配下に置いている。
影ノ街
碧空島の下にある地上の街で、白夜城の入り口であると同時に、アストラの交通の要所でもある。かつては、白夜城の護衛艦の支配下にある貧民街だったが、商業貿易の拡大により、事実上の自治領となる。現在の支配層は商会とマフィアが中心である。
啓光連邦
アストラ平原中心部にあるシェルター「カナン」と、その周囲にある居住地を中心にした軍事集団。もともとは白夜城に住む光霊族の一部が、古代人類の遺した遺跡をもとに、暗鬼の侵入を食い止める前線基地ならびに緩衝地帯を形成してきたが、軍事力拡大や科学研究への投資、教育、公務員体制の確立を推進するなど、国家化への道を進んでいる。このような背景があるため、白夜城との緊張が続いている。
R・W
アストラ全土を駆け回る盗賊集団で、R・Wは「Rediesel Wrench」の略である。
アストラ大陸西部の荒海砂漠を拠点としており、トカゲ型の巨像を移動基地にしている。もともとは、啓光連邦の先遣隊だったが、いつのまにか盗賊となった経緯を持つ。現在は旅人や冒険家、賞金稼ぎなどから構成されている。
北境
世界の尾根に位置する、光霊族の生誕の地である。現地に残った人々は自らを北境の民を称する。この地は常冬であり、人口は少ない一方、強い力を持つ。アストラ全土との交流は少ない。
真理結社
白夜城教会が公にした歴史を偽りとみなし、歴史の裏に隠された真相を暴くことを目的とする秘密結社。特定の拠点は持たず、各地にいるメンバーが布教活動を行っている。
メンバーの中には白夜城の関係者もおり、たとえばパロマはかつて白夜城の修道女をしていた。
無勢力者
どの勢力にも属さない組織やコミュニティは無勢力者と呼ばれる。前述のクーリエ隊も無勢力者で、各地を担当として点在し、郵便配達を行っている。
日蝕
カシワールの後継者と目される者を中心とした組織。
古代科学技術に関する豊富な知識と資源を有し、望みをかなえることをえさに、あらゆる種族・勢力からの裏切り者を呼び寄せている。また、構成員の中には、高い知能を持つ暗鬼も含まれる。